# Agriphila impurellus
Agriphila impurellus là một loài bướm đêm trong họ Crambidae.